# Ariën van Weesenbeek
Ariën van Weesenbeek (* 17. května 1980, Waalwijk, Nizozemsko) je nizozemský bubeník hudební skupiny Epica, se kterou vystupuje od roku 2007. Je také členem hudební skupiny MaYaN. Ve věku patnácti let založil hudební skupinu Pandaemonium a připojil se k několika dalším skupinám, jako například Downslide & Conspiracy.
V roce 2003 se připojil k metalové kapele God Dethroned a v roce 2007 nahrál bicí party na album The Divine Conspiracy od Epicy. Ke konci roku bylo poté oznámeno, že se van Weesenbeek oficiálně připojil k Epice.